# Felicitas von Baczko
Felicitas Alwine Sidonie Therese von Baczko (* 22. August 1877 in Culm/Westpreußen; † 14. Februar 1957 in Traunstein) war eine Fotografin der Neuen Sachlichkeit, die in Bremen und Berlin tätig war.

## Leben
Felicitas von Baczko war die Tochter von Hermann von Baczko und Ottilie, geb. Hesselbarth, und die Schwester der Kunstgewerblerin Elisabeth von Baczko.
1907 zog Felicitas von Baczko von Berlin nach Bremen, um am kunstgewerblichen Unterricht des Gewerbemuseums Bremen (Vorgänger des Focke-Museums) teilzunehmen. In der Hansestadt wohnte sie ab 1909 mit ihrer Schwester und der Kunsthistorikerin und Ausstellungsorganisatorin Anna Götze in einer gemeinsamen Wohnung in der Obernstraße. Danach war sie Am Wall 139 gemeldet, einer Wohnung direkt neben den Ausstellungsräumen der Vereinigten Werkstätten. Zeitweise arbeitete sie in ihrem eigenen Fotoatelier. Sie porträtierte unter anderem den Maler Franz Radziwill sowie die Kunsthistoriker Gustav Friedrich Hartlaub und Walter Müller-Wulckow. Im Dezember 1931 und Januar 1932 widmete Walter Müller-Wulckow dem Werk der Fotografin eine Einzelausstellung im Landesmuseum für Kunst und Kulturgeschichte Oldenburg und erwarb neun ihrer Aufnahmen für dessen Sammlung.
1933 zog Felicitas von Baczko mit ihrer Schwester und Mutter wieder nach Berlin, wo sie weiter als Fotografin arbeitete. Ab Oktober 1936 lebte sie vermutlich mit Anna Götze in Wismar und später in Bad Pyrmont, wo Anna Götze 1943 verstarb. Von Oktober 1950 bis Oktober 1954 hielt sich von Baczko erneut in Berlin auf. Sie zog daraufhin nach Traunstein, wo sie die letzten drei Jahre ihres Lebens in einem Evangelischen Altersheim verbrachte.

## Ausstellungsbeteiligungen
- 1914: Deutsche Werkbundausstellung in Köln
- 1930: Doppelausstellung Albert Renger-Patzsch/Felicitas von Baczko, Graphisches Kabinett I.B. Neumann, Bremen
- 1931: „Die Neue Fotografie“, Museum für Gestaltung Basel
- 2002: 75 Jahre Paula Modersohn-Becker Museum
- 2011: „Der zweite Aufbruch in die Moderne“, Landesmuseum für Kunst und Kulturgeschichte Oldenburg